# Anthurium pinkleyi
Anthurium pinkleyi är en kallaväxtart som beskrevs av Thomas Bernard Croat och Carlsen. Anthurium pinkleyi ingår i släktet Anthurium och familjen kallaväxter. Inga underarter finns listade.